# 滨湖维维耶
滨湖维维耶（法語：Viviers-du-Lac，法語發音：[vivje dy lak]）是法国萨瓦省的一个市镇，位于布尔歇湖畔，属于尚贝里区。

## 地理
滨湖维维耶（45°38'53"N, 5°54'21"E）面积3.94 平方千米，位于法国奥弗涅-罗讷-阿尔卑斯大区萨瓦省，该省份为法国东部省份，历史上为薩伏依的一部分，北起上萨瓦省，西接伊泽尔省和安省，南部和东部与上阿尔卑斯省和意大利接壤。
与滨湖维维耶接壤的市镇（或旧市镇、城区）包括：艾克斯莱班、滨湖勒布尔歇、德吕梅塔-克拉拉丰、梅里、索纳、特雷塞尔沃、沃格朗。

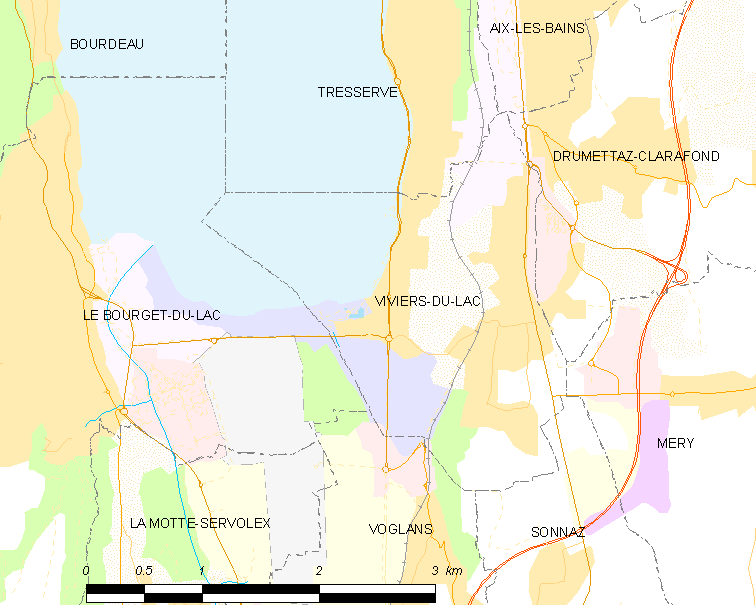
滨湖维维耶的OSM定位图

滨湖维维耶的时区为UTC+01:00、UTC+02:00（夏令时）。

## 行政
滨湖维维耶的邮政编码为73420，INSEE市镇编码为73328。

## 政治
滨湖维维耶所属的省级选区为拉莫特塞沃莱克斯县。

## 人口

1962-2008年间滨湖维维耶人口变化图示

滨湖维维耶于2022年1月1日时的人口数量为2282人。